# Prasinocyma anadyomene
Prasinocyma anadyomene är en fjärilsart som beskrevs av Townsend 1952. Prasinocyma anadyomene ingår i släktet Prasinocyma och familjen mätare. Inga underarter finns listade i Catalogue of Life.